# Horacio Ortiz
Horacio Ortiz, Spitzname „el Moco“, war ein mexikanischer Fußballspieler, der zunächst beim Pachuca AC und später beim Club América spielte. Er absolvierte alle sechs Länderspiele, die die mexikanische Nationalmannschaft im Jahr 1923 bestritt und erzielte dabei vier Tore.

## Biografie
Horacio Ortiz begann seine fußballerische Karriere beim Pachuca AC, für den er nachweislich zumindest zwischen 1915 und 1920 tätig war. In der Saison 1917/18 wurde er mit Pachuca mexikanischer Meister und – gemeinsam mit seinem Mannschaftskameraden, dem Engländer Frederick Williams, und dem Spanier Lázaro Ibarreche vom Club España – Torschützenkönig der Primera Fuerza. Er war überhaupt erst der zweite Mexikaner, der Torschützenkönig der 1902/03 eingeführten mexikanischen Liga wurde: vor ihm war dies nur Jorge Gómez De Parada in den Spielzeiten 1908/09 und 1912/13 gelungen.
Nach einem weiteren Meistertitel mit Pachuca im Jahr 1920 wechselte Ortiz – zusammen mit seinem Mannschaftskameraden Enrique „Matona“ Esquivel – in die Hauptstadt zum Club América, für den er nachweislich zwischen 1923 und 1926 spielte und mit dem er in den Spielzeiten 1924/25 und 1925/26 mexikanischer Meister wurde.
Ortiz wirkte in allen sechs Länderspielen des Jahres 1923 für sein Heimatland mit; damals war die Nationalmannschaft (nahezu) identisch mit der Mannschaft des Club América. In diesen Spielen, die alle gegen den südlichen Nachbarn Guatemala ausgetragen wurden, gelangen ihm vier Treffer.

## Erfolge
- Mexikanischer Meister: 1918 und 1920 (mit Pachuca), 1925 und 1926 (mit América)
- Torschützenkönig: 1918